# Donat (communauté)

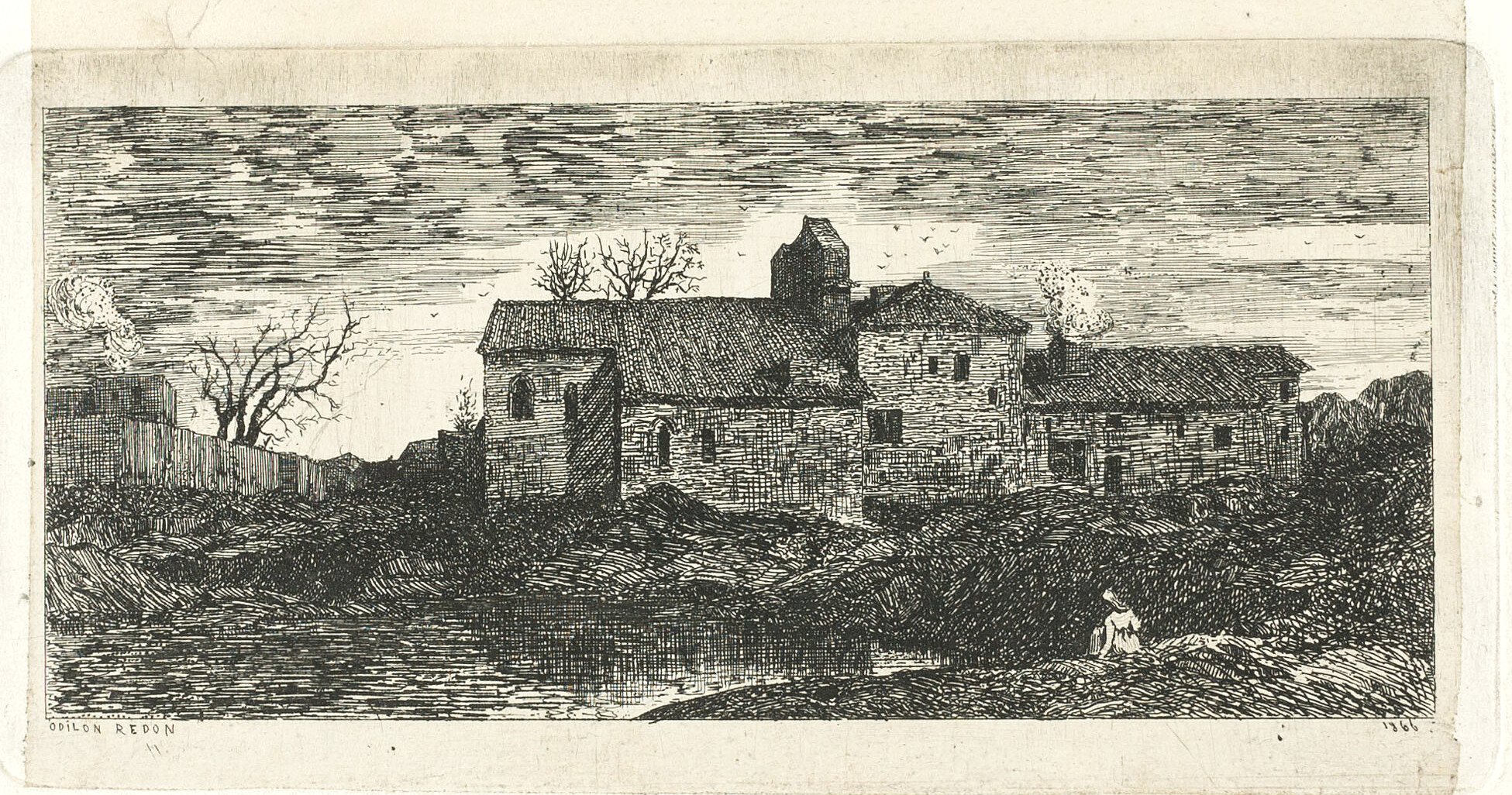
Prieuré-hôpital d'Harambeltz en 1866. Dessin d'Odilon Redon.

Les donats ou frères donats constituaient une communauté laïque auprès de moines réguliers.
Ils œuvraient au sein des prieurés-hopitaux des chemins de Compostelle, particulièrement au Pays basque et au Béarn. On trouve également des donats dans la hiérarchie de l'ordre Saint-Jean de Jérusalem ou encore au sein des commanderies de la puissante abbaye de Roncevaux.

## Origines
Les communautés de donats apparaissent probablement au Xe siècle avec les premiers pèlerins, parfois sous le nom de « frères » appartenant à une « grange », mais leur existence est attestée par des actes notariaux à partir du XIe siècle.
Les confrères donats font leur apparition officielle au XIIe siècle dans la règle des Hospitaliers de l'ordre de Saint-Jean de Jérusalem mais la première expression de confrère disparait petit à petit pour ne laisser subsister que celle de donat.
Ces donats sont au XIIIe siècle des gens de toutes conditions, même des puissants, qui se donnent à l'Ordre. Ces donats, personnes pieuses mais laïcs, ont le privilège de porter l'habit de l'Ordre. Ce qui les distingue des frères de l’Hôpital, à partir du XIVe siècle, c'est qu'ils portent sur l'habit ce qui sera appelé une demi-croix. Le signe de la croix, dite croix de Malte, qu'ils présentent sur leur côté gauche ne comporte pas la branche supérieure.

## Fonctions
Dans les pèlerinages de Saint-Jacques de Compostelle, les donats (« frères donnés au Christ » dans des textes de l'abbaye de Sorde) constituent une communauté masculine liés par des vœux mineurs : obéissance, pauvreté et chasteté viduale. Ils sont au service des pèlerins avec le prieur dans les prieurés-hôpitaux des chemins jacquaires. Le prieur représente l'ordre religieux propriétaire des lieux. Cela n'est pas toujours le cas et certains établissements appartiennent à la communauté des donats qui élit un prieur.
Les donats habitent dans des maisons ou parfois des propriétés pouvant employer des valets de ferme et être entourées de terres dont l'exploitation est confiée à des métayers. Ces propriétés ont dans la plupart des cas appartenu à un ascendant, eux-mêmes ne possédant pas de biens propres. Il est évident qu'un tel système social ne peut se perpétuer sans des conditions particulières d'héritage. La succession est dévolue à l’aîné des garçons, « dans l'ordre de primogéniture, le masle excluant la femelle », à la manière des maisons nobles de Basse-Navarre, et, faute de garçon à la fille qui assurait à son mari, maître adventice, la charge de donat. Ces règles sont d'autant plus compréhensibles que les donats sont très souvent issus de la petite noblesse.
Ils font fonctionner l'hôpital comme hospitalier (accueil des pèlerins), fabricien (entretien) et clavier (économat). Ils élisent les clercs du prieur (sacristain, valets, servantes), ainsi que la benoîte. Ils peuvent servir de témoin (représentant légal). Leur nombre est variable suivant l'importance de l'établissement (4 à Harambeltz, 11 à Utxiat).
Les hôpitaux sont servis par des religieuses, les couvents n'existant pas dans ces régions.
Au sein des Hospitaliers de l'ordre de Saint-Jean de Jérusalem, ces donats sont des gens de toutes conditions qui se donnent à l'Ordre en léguant, de suite ou à leur mort, une partie de leurs biens, soit pour vivre au sein de l'Ordre, généralement dans les commanderies, et profiter de sa bienveillance, soit en attendant de prononcer leurs vœux pour rentrer définitivement dans l'Ordre, soit, principalement pour les puissants, de mourir et d'être enterrés dans l'Ordre pour la sauvegarde de leur âme.
On trouve des donats à tous les échelons de l'Ordre. L'exemple le plus connu est Guillaume Caoursin (1430-1501), qui fera une brillante carrière dans l'Ordre pourvu de la charge de vice-chancelier de l’Ordre de Saint-Jean de Jérusalem sans jamais faire partie des frères hospitaliers.

## Évolution
À partir du XVIIe siècle et avec la diminution des pèlerinages des conflits apparaissent. Les hôpitaux sont fréquemment utilisés par les mendiants, entraînant des problèmes avec les autorités et les ordres religieux. Par ailleurs nombre de donats veulent récupérer leurs droits de propriété individuelle.
Ils disparaissent en tant que tels avec la suppression des prieurés-hôpitaux en novembre 1784 par lettre patente de Louis XVI au profit d'hôpitaux généraux. Certains ont continué à exercer la fonction hôtelière à titre collectif ou d'aide à la communauté jusqu-à la disparition de l'ordre de Saint-Jean de Jérusalem : le grand prieuré de France est dissous en 1792.